# Centre suisse du cancer
Le Centre suisse du cancer - Arc lémanique (en anglais : Swiss Cancer Center Léman ou SCCL) est un centre de recherche sur la cancer basé à Lausanne et fondé en 2016.

## Historique
Le Centre suisse du cancer - Arc lémanique est un centre de recherche sur la cancer basé à Lausanne et fondé en 2016,.

## Recherche
La recherche fondamentale et translationnelle est menée dans un réseau de laboratoires répartis au sein des institutions qui le constituent. Le bâtiment Agora, situé à Lausanne à proximité immédiate du CHUV, réunit des laboratoires de toutes les institutions partenaires.
Des recherches sont conduites dans le domaine des nanotechnologies. En 2021, une équipe du Centre découvre un nouveau type de lymphocyte pouvant détruire les cellules tumorales. Ces travaux ouvrent de nouvelle perspectives d'alternatives aux thérapies classiques. 
Depuis 2021, un laboratoire des patients est affilié au Centre suisse du cancer, ce qui permet une meilleure implication des patients et du public dans les travaux de recherche. 